# Taxidermie

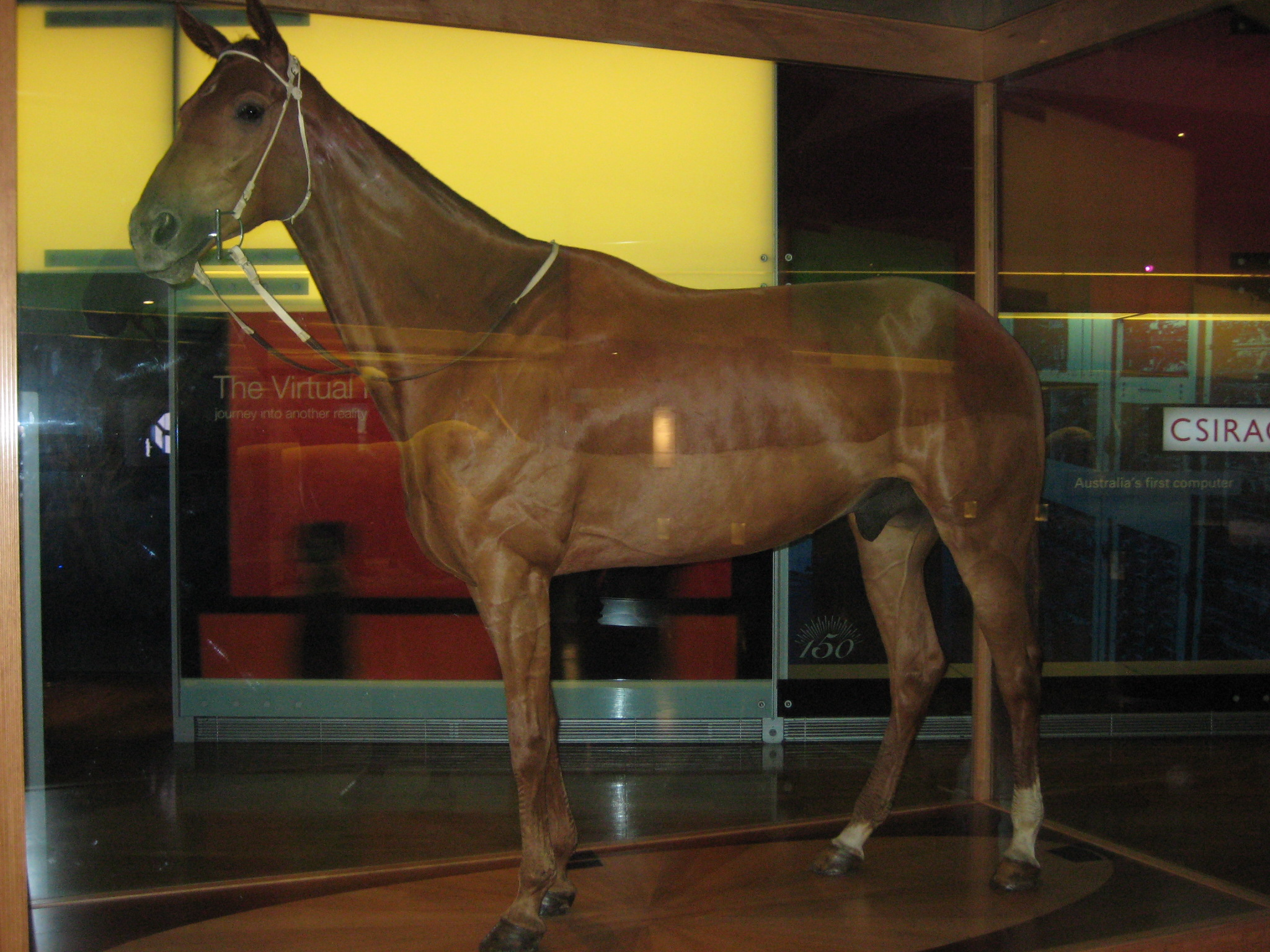
Opgezet renpaard Phar Lap in het Melbourne Museum

De taxidermie houdt zich bezig met het prepareren of opzetten van dieren. Prepareren is het bewerken van het dode lichaam van een dier, zodat het geconserveerd blijft. Iemand die dit doet noemt men een preparateur. Er zijn verschillende technieken om zogenaamde zoölogische specimens te conserveren.

## Etymologie
Taxidermie is een samenstelling van de Griekse woorden τάξις (taxis) ordening en δέρμα (derma) huid.

## Opzetten
Opzetten (of volledig opzetten) is een conserveringstechniek om een dood dier te conserveren, waarbij de vorm van het lichaam natuurgetrouw blijft bewaard en het resultaat kan worden tentoongesteld. Het dier wordt hiertoe gevild en de huid wordt gelooid en/of behandeld met conserverende stoffen zoals borax of alcohol om bederf te voorkomen. Vervolgens wordt de huid op een op maat gemaakt kunstlichaam bevestigd. Dit kunstlichaam heeft dezelfde vorm als het echte lichaam. Bepaalde lichaamsdelen worden door kunstexemplaren vervangen, zoals de ogen. Soms worden sommige beenderen, zoals de schedel en de poten, gereinigd en gebruikt in het kunstlichaam.
- Polygoonjournaal uit 1978. In het preparateurbedrijf van Teurlincx in Eindhoven worden dieren opgezet voor scholen, musea en particulieren.

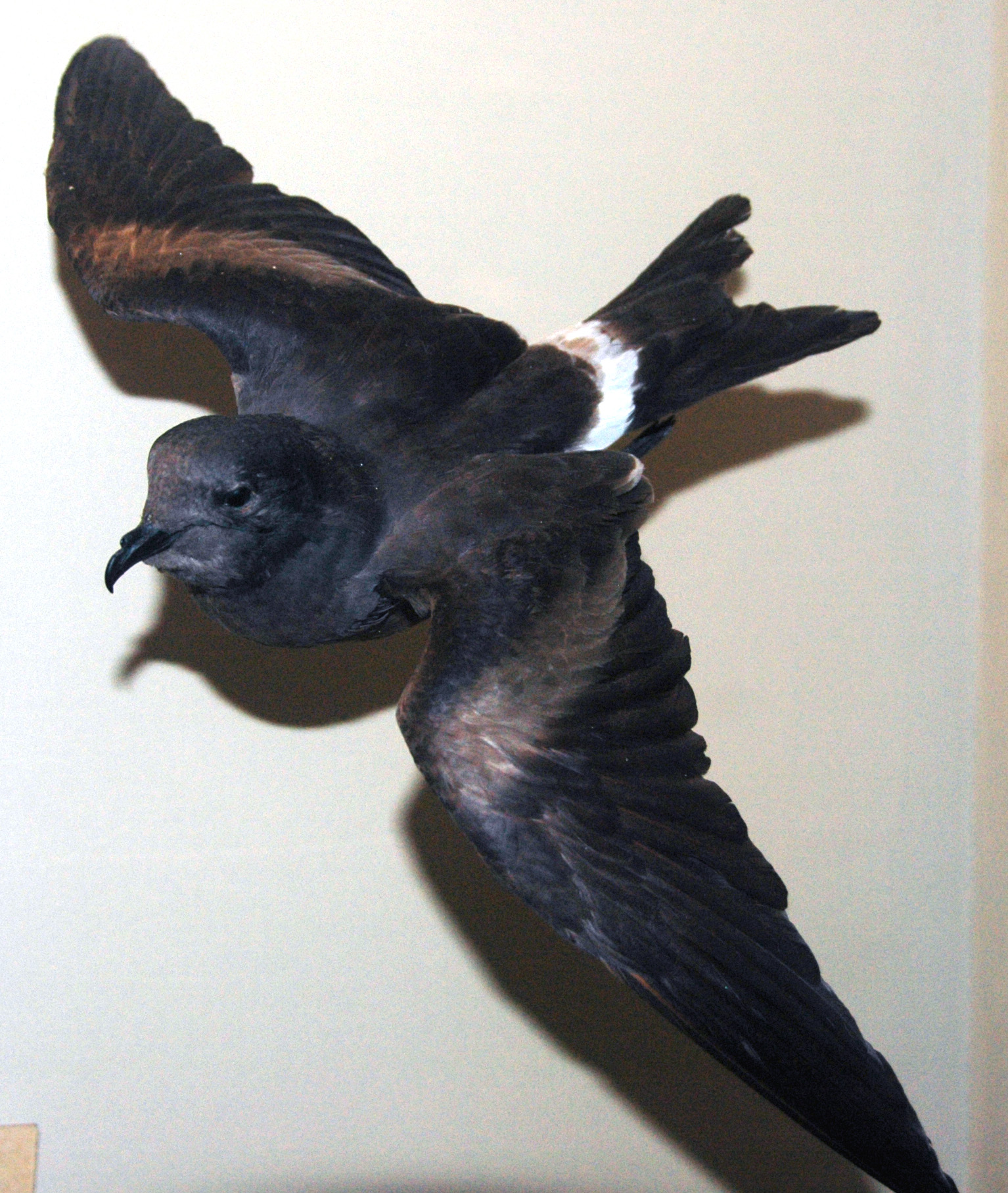
Opgezet exemplaar van het guadalupestormvogeltje (Oceanodroma macrodactyla)
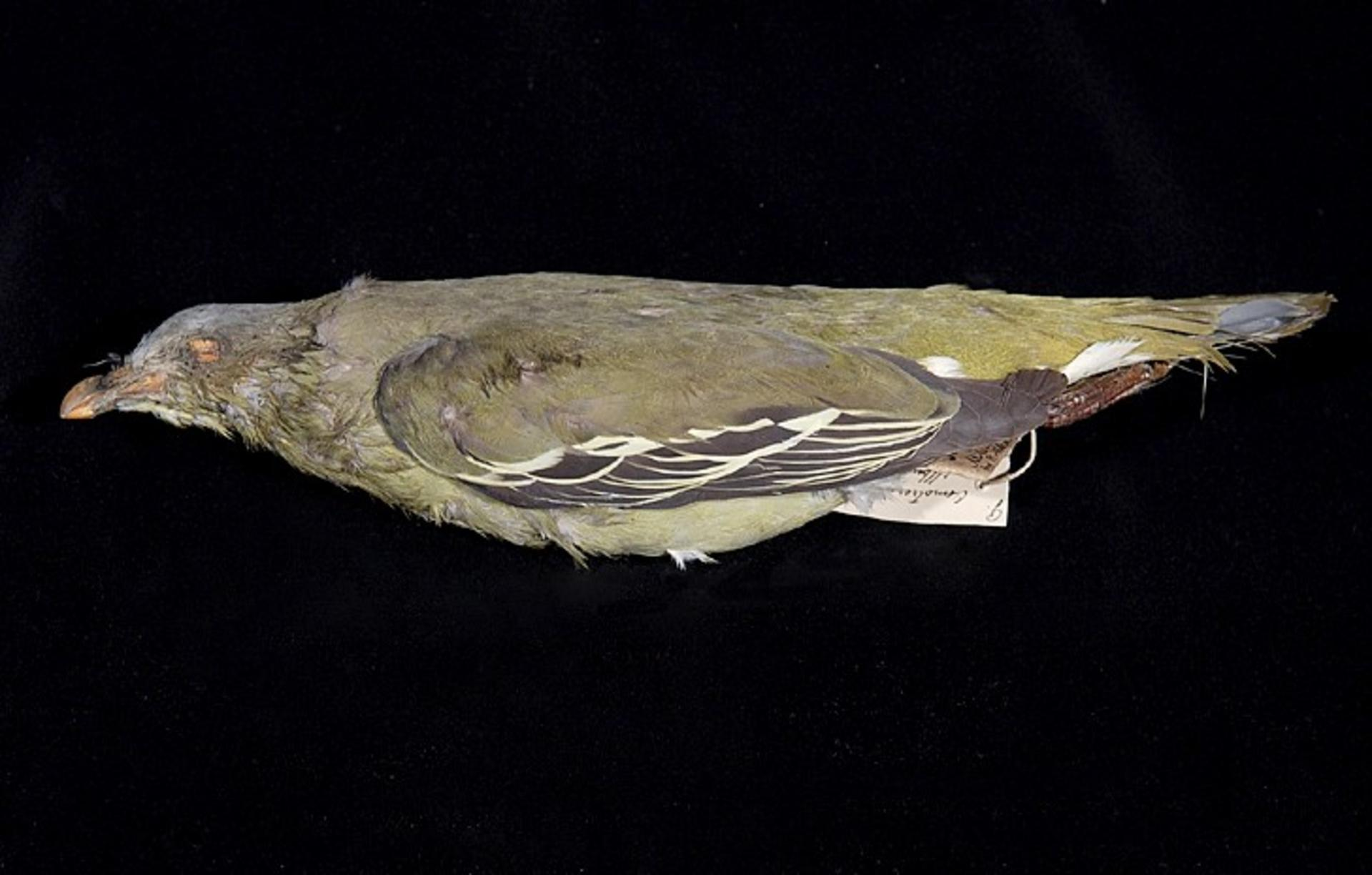
Balg ("skin speciemen") uit 1888 van de florespapegaaiduif (Treron floris) uit de collectie van het Zoölogisch Museum Amsterdam.

## Balgen
Balgen is een goedkopere techniek die vaak gebruikt wordt om een dierenlichaam te conserveren voor onderzoek. Hierbij blijven alleen de huid en de schedel bewaard en de oorspronkelijke vorm gaat grotendeels verloren.

## Prepareren met arseen
In de taxidermie werd vroeger arseen gebruikt om geprepareerde specimen te beschermen tegen insecten zoals motten, het spekkevertje en de museumkever.
De toepassing was niet zozeer gericht op het weghouden van insecten, maar veeleer op het doden ervan alvorens ze hun vernietigende werk konden voortzetten.
Bij het prepareren gebruikte men afhankelijk van het soort op te zetten dier, een soort pasta die bestond uit arseen, zeepvlokken, water, kamfer, krijt en kalium. Deze pasta werd na het villen aangebracht, door middel van een penseel. Deze methode werd vooral voor kleine specimen gebruikt, van vogels tot maximaal de maat van een vos.
Bij grotere dieren werd de huiden eerst gelooid, waarna een laagje van deze pasta aan de binnenzijde werd aangebracht. Ook werd de huid wel gedompeld in een bad met arseen.
Het gebruik van arseen heeft bij taxidermisten in vroeger tijden legio gevallen van blindheid en zwerende wonden veroorzaakt. Wegens de hoge toxiciteit wordt de stof door taxidermisten vrijwel niet meer gebruikt. Er zijn nu producten in de handel die minstens even doeltreffend zijn, zonder de risico's van arseen.